# خان البرزنلي
خان البرزنلي، من خانات بغداد العتيقة في آخر شارع السموأل (البنوك حالياً)، وعلى جهته اليسرى شارع المستنصر في وسط بغداد، بني عام 1923 م وتعود ملكيته الى محمد صالح جلبي البرزنلي أحد وجهاء بغداد.
في عام 1946 م، وبعد وفاة البرزنلي اشتراه رجل الأعمال العراقي عبد الهادي الدامرجي من ورثته، وهدمه وأقام مكانه عمارة الدامرجي أعلى مبنى في العراق في ذلك الوقت.
لا تتجاوز مساحة الخان 600 متر مربع، ومن طابق واحد، على شكل مربع من جناحين، وبذلك يكون أصغر من الخانات الأخرى في شارع السموأل.